# Загальна система преференцій
Зага́льна систе́ма префере́нцій — система митних пільг, які надаються розвинутими країнами тим державам, що розвиваються. Ці пільги полягають у зниженні митних зборів на готові вироби з країн, що розвиваються, або в повному їх скасуванні. Розвинені країни не повинні вимагати у відповідь будь-яких поступок для своїх товарів на ринках таких країн, що розвиваються.
Різновидом преференційної системи є прикордонна торгівля як вид міжнародного товарообміну між підприємствами та організаціями, що розташовані в прикордонних районах сусідніх країн.

## Історія
Пільги, які полягали у зниженні мита на продукцію країн, що розвиваються, були вперше регламентовані Конференцією ООН з торгівлі та розвитку під час сесії у 1964 році, що пройшла в Індії (Нью-Делі).
Наступного року Радянський Союз скасував усі обмеження щодо імпорту товарів з країн, що розвиваються. Загальну ж систему преференцій, що полягала у зниженні мита на готові товари, розвинені країни почали застосовувати, починаючи з 1971 року.
Україна приєдналася до цієї системи в 1994 році.

## Система преференцій ЄС
Генералізована система преференцій ЄС — це система тарифних преференцій ЄС відносно імпорту товарів походженням з найменш розвинених країн та країн, що розвиваються.

## Система преференцій США
Генералізована система преференцій США — це програма, що сприяє економічному зростанню у країнах, що розвиваються, шляхом надання безмитного ввезення на ринок США продукції, імпортованої з визначених країн-бенефіціарів, що розвиваються.